# Fosfatering
Fosfatering är samlingsnamnet på ett stort antal kemiska ytomvandlingsprocesser. Några av dessa processer är korrosionsskydd med vars hjälp ytan på ståldetaljer ombildas till ett tunt, finkristallint skikt av fosfater.
Det rengjorda ämnet utsätts under ca en timme för nästan kokande 3–4-procentig lösning av till exempel järnfosfat eller järn- och manganfosfat, som kan erhållas genom att lösa ferromangan i fosforsyra. Fosfatskiktet kan även bildas genom att lågspänd växelström (elektrofosfatering) leds genom stålämnet i fosfatbadet under några minuter. Reaktionen pågår under väteutveckling och avstannar när fosfatlagret nått en viss tjocklek.
På grund av fosfatskiktets porösa karaktär ökar man den korrosionsskyddande verkan genom efterföljande behandling med oljor eller fettämnen, men ofta används målning eller lackering, för vilket fosfateringen utgör en god grundyta.
Förekommande benämningar på processen med fosfatering är atramentering, bonderisering, elektrofosfatering, novasering, parkerisering m fl, som kan tillämpas på detaljer som byggnadsbeslag, maskindelar, bultar och skruvar, ytterarmaturer m m. På målade ståldelar förhindrar fosfateringen avskalning och underrostning. 
Fosfatering kan även tillämpas som korrosionsskydd på metalldelar av aluminium, zink, kadmium, silver eller tenn.
Beläggning med zinkfosfat används ofta i kombination med natriumstearat (tvål) för att bilda ett smörjande lager på detaljer för varm- eller kallsmide.

## Parkerisering

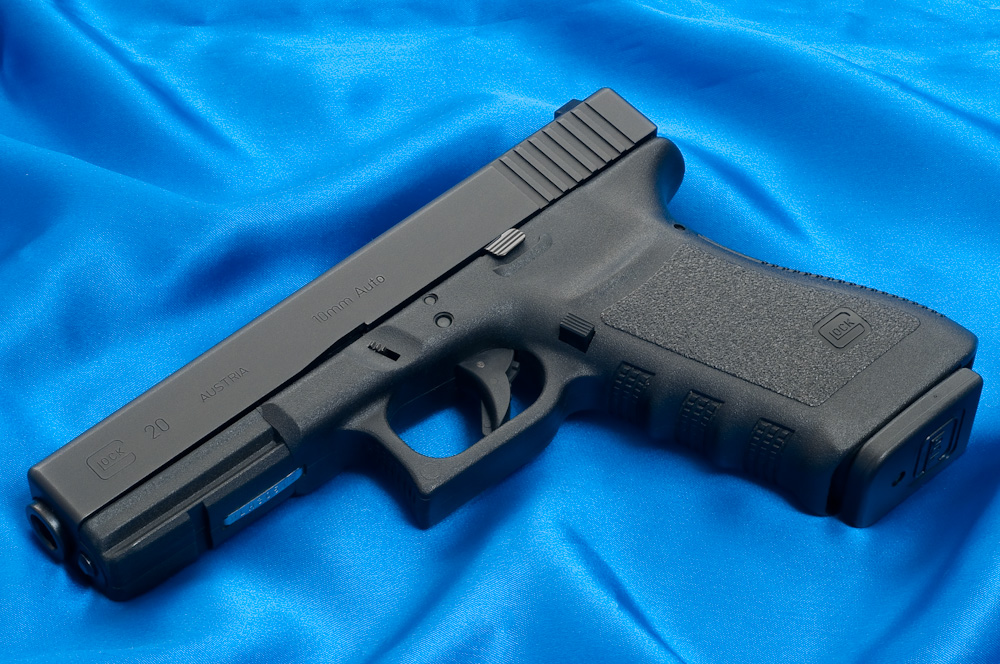
Pistol med parkeriserad beläggning

Parkerisering är en äldre kemisk rostskyddsmetod inom gruppen fosfateringar uppkallad efter amerikanske uppfinnaren Parker. Vid parkerisering överdrages järn eller stål med ett tunt lager av fosfat. Metoden består i att de rengjorda föremålen under en längre tid behandlas i en 3–4-procentig mer eller mindre komplex lösning av järnfosfat eller ett blandningssalt av järn- och manganfosfat, som kan erhållas genom lösning av ferromangan i fosforsyra, där såväl badets temperatur som pH-värde noggrant måste regleras. De utfällda, olösliga fosfaten ger järnets yta en svart till brunsvart färg. Metoden liknar något bonderisering.
En stor del av vitsen med en parkeriserad yta, förutom dess rostskyddande egenskaper, är att den bildar ett utmärkt underlag för efterföljande inoljning, målning eller lackering. Det beror på fosfatskiktets starkt absorberande struktur.